# Comté de Berks
Le comté de Berks est un comté américain de l'État de Pennsylvanie. Au recensement de 2020, le comté compte 428 849 habitants. Le siège du comté se situe à Reading. Son nom est l'abréviation de Berkshire, la région anglaise dont est originaire la famille de William Penn, le fondateur de la colonie de Pennsylvanie. 
Le comté de Berks County fait partie de la région métropolitaine de Reading et, depuis 2005, de la région métropolitaine combinée de Philadelphie.

## Démographie
| Groupe            | Comté de Berks | Pennsylvanie | États-Unis |
| ----------------- | -------------- | ------------ | ---------- |
| Blancs            | 67,9           | 73,5         | 58         |
| Latino-Américains | 23,2           | 8,1          | 19         |
| Afro-Américains   | 4,2            | 10,5         | 12,1       |
| Asiatiques        | 1,5            | 3,4          | 6,2        |
| Métis             | 2,7            | 3,3          | 4,1        |
| Autres            | 0,4            | 0,4          | 0,5        |
| Amérindiens       | 0,1            | 0,1          | 0,9        |
| Océano-américains | 0,01           | 0,02         | 0,2        |
| Total             | 100            | 100          | 100        |